# Рожново (Галичский район)
Рожново — деревня в Берёзовском сельском поселении Галичского района Костромской области России. 

## География
Деревня расположена у речки Ламза.

## История
Согласно Спискам населенных мест Российской империи в 1872 году сельцо Рожново относилось к 2 стану Солигаличского уезда Костромской губернии. В нём числилось 13 дворов, проживало 17 мужчин и 18 женщин.
Согласно переписи населения 1897 года в деревне проживало 85 человек (41 мужчина и 44 женщины).
Согласно Списку населенных мест Костромской губернии в 1907 году деревня относилась к Нольско-Березовской волости Солигаличского уезда Костромской губернии. По сведениям волостного правления за 1907 год в ней числилось 11 крестьянских дворов и 71 житель. В деревне имелась овчинная мастерская.
До муниципальной реформы 2010 года деревня также входила в состав Березовского сельского поселения. По состоянию на 1 января 2014 года в деревне числилось 10 хозяйств и 32 жителя.